# Grimm (6.ª temporada)
A sexta temporada da série de televisão Grimm foi renovada oficialmente pela NBC e anunciada no dia 4 de abril de 2016 já está disponível desde 4 de abril

## Elenco principal
- David Giuntoli como Nick Burkhardt
- Russell Hornsby como Hank Griffin
- Silas Weir Mitchell como Monroe
- Bitsie Tulloch como Eva/Juliette Silverton
- Reggie Lee como Sargento Drew Wu
- Sasha Roiz como Capitão Sean Renard
- Bree Turner como Rosalee Calvert
- Claire Coffee como Adalind Schade

## Elenco Recorrente
- Damien Puckler como Meisner
- Hannah R. Loyd como Diana Schade Renard
- Jacqueline Toboni como Theresa Rubel, mais conhecida como "Trubel", ou "Encrenca" em português
- Anne Leighton como Rachel Wood
- Michael Sheets como Andrew Dixon
- M. Ben Newman como Jeremiah Rogers
- Bailey Chase como Lucien Petrovich
- Danny Bruno como Bud Wurstner

## Elenco Convidado
- Alla Korot como Dasha Karpushin
- Kevin Joy como Kelly Burkhardt adulto
- Nicole Steinwedell como Diana adulta
- Wil Traval como Zerstörer
- Douglas Trait como Zerstörer Caveira

## Elenco Especial Convidado
- Kate Burton como Marie Kessler
- Mary Elizabeth Mastrantonio como Kelly Burkhardt

## Transmissão
O seriado está na programação, toda sexta, às 21h.

### Filmagem
Como nas cinco temporadas anteriores, a maioria das filmagens ficam localizadas na área de Portland, Oregon.

## Episódios
| N. | Título original (Título em Português)                           | Diretor(es)     | Escritor(es)                                                                 | Estreia                 | Audiência em milhões (EUA) |
| --- | --------------------------------------------------------------- | --------------- | ---------------------------------------------------------------------------- | ----------------------- | -------------------------- |
| 1 (111) | "Fugitive (Fugitivo)"                                           | Aaron Lipstadt  | David Greenwalt e Jim Kouf                                                   | 6 de janeiro de 2017    | ASA                        |
| Depois do massacre no sótão de Nick (David Giuntoli), o capitão Renard (Sasha Roiz) está empenhado em eliminá-lo de uma vez por todas. Hank (Russell Hornsby) e Wu (Reggie Lee) voltam ao recinto para ficarem de olho no capitão e ajudar a gangue a ter vantagem. Enquanto isso, Monroe (Silas Weir Mitchell) e Rosalee (Bree Turner) lidam com o fato de permanecerem em Portland agora que sua família estará se expandindo. Em outro lugar, Eve (Bitsie Tulloch) sofre os efeitos colaterais do poder de cura da varinha misteriosa. Citação de Abertura: “Talvez este mundo seja o inferno de outro planeta.”                                                                                                |                                                                 |                 |                                                                              |                         |                            |
| 2 (112) | "Trust Me Knot (Confie na Minha União)"                         | John Gray       | David Greenwalt e Jim Kouf                                                   | 13 de janeiro de 2017   | ASA                        |
| Hank (Russell Hornsby) e Wu (Reggie Lee) encontram uma solução para parar Renard (Sasha Roiz) enquanto Nick (David Giuntoli) ainda está em fuga. Adalind (Claire Coffee) recebe um telefonema que a coloca no meio de tudo. De volta à loja de especiarias, Monroe (Silas Weir Mitchell) e Rosalee (Bree Turner) se aventuram como babá no momento em que há uma grande mudança quando Diana (Hannah R. Loyd) demonstra seu poder. Enquanto isso, Eve (Bitsie Tulloch) e Encrenca (Jacqueline Toboni) trabalham para resolver o mistério do pano enrolado na varinha de cura. Citação de Abertura: “O homem não é quem ele pensa, é o que ele esconde.”                                                            |                                                                 |                 |                                                                              |                         |                            |
| 3 (113) | "Oh Captain, My Captain (Ó Capitão, Meu Capitão)"               | David Giuntoli  | Thomas Ian Griffith                                                          | 20 de janeiro de 2017   | ASA                        |
| Para parar a ascensão do capitão Renard (Sasha Roiz), Nick (David Giuntoli) traça um plano que o tornará outra pessoa. Adalind (Claire Coffee) e Monroe (Silas Weir Mitchell) fazem de tudo em seu poder para manter o plano em andamento. Enquanto isso, Eve (Bitsie Tulloch) e Rosalee (Bree Turner) correm contra o tempo para preparar o feitiço antes que seja tarde demais. O ator de Nick, David Giuntoli, faz sua estreia como diretor. O título do episódio é uma referência ao poema, “O Captain! My Captain!” que foi escrito por Walt Whitman em 1865 sobre a morte de Abraham Lincoln. (Grimm wikia) Citação de Abertura: “Você enfrentará a si mesmo na hora do pânico…” (Escritor Mihail Sebastian) |                                                                 |                 |                                                                              |                         |                            |
| 4 (114) | "El Cuegle (El Cuegle)"                                         | Carlos Avila    | Brenna Kouf                                                                  | 27 de janeiro de 2017   | ASA                        |
| Nick (David Giuntoli), Hank (Russell Hornsby) e Wu (Reggie Lee) investigam um novo e amedrontador wesen que aterroriza uma jovem família e possui um motivo surpreendente. Capitão Renard (Sasha Roiz) fica chocado depois que um convidado inesperado aparece. Enquanto isso, Diana (Hannah R. Loyd) tem algumas notícias interessantes para Monroe (Silas Weir Mitchell) e Rosalee (Bree Turner). Em ouro lugar, Eve (Bitsie Tulloch) retorna às catacumbas sob o sótão de Nick para procurar respostas para suas visões bizarras e os efeitos colaterais de ser curada pela misteriosa varinha. Citação de Abertura: “Previu nosso destino, pelo decreto dos deuses, todos ouviram e ninguém acreditou.”        |                                                                 |                 |                                                                              |                         |                            |
| 5 (115) | "The Seven Year Itch (O Pecado Mora ao Lado)"                   | Lee Rose        | Jeff Miller                                                                  | 3 de fevereiro de 2017  | ASA                        |
| Nick (David Giuntoli) e Hank (Russell Hornsby) se juntam a Wu (Reggie Lee) para investigar um bizarro assassinato em um parque local. Em outro lugar, o capitão Renard (Sasha Roiz) continua lidando com um fantasma de seu passado. Enquanto isso, Monroe (Silas Weir Mitchell) e Rosalee (Bree Turner) visitam o médico para saberem se a premonição de Diana (Hannah R. Loyd) é verdadeira. De volta ao sótão, Adalind (Claire Coffee) encontra Eve (Bitsie Tulloch) muito fraca nos túneis e além de desenhos misteriosos rabiscados nas paredes. Citação de Abertura: “Quando algo coça, a tendência natural é coçar.” (Ator Oskar Homolka)                                                                   |                                                                 |                 |                                                                              |                         |                            |
| 6 (116) | "Breakfast in Bed (Café da Manhã na Cama)"                      | Julie Herlocker | Kyle McVey                                                                   | 10 de fevereiro de 2017 | ASA                        |
| Nick (David Giuntoli), Hank (Russell Hornsby) e Wu (Reggie Lee) investigam um hotel local depois de um horrível assassinato que os leva a um de seus hóspedes a afirmar ser assombrado por uma assustadora criatura durante a noite. Na loja de especiarias, Monroe (Silas Weir Mitchell), Rosalee (Bree Turner) e Eve (Bitsie Tulloch) continuam pesquisando sobre as origens dos símbolos no pano e podem estar se aproximando em desvendar seu mistério. Enquanto isso, o capitão Renard (Sasha Roiz) continua sendo assombrado por suas transgressões passadas. Citação de Abertura: “Dormir é bom, morrer é melhor, mas o certo seria nunca termos nascido.”                                                  |                                                                 |                 |                                                                              |                         |                            |
| 7 (117) | "Blind Love (Amor Cego)"                                        | Aaron Lipstadt  | Sean Calder                                                                  | 17 de fevereiro de 2017 | ASA                        |
| Rosalee (Bree Turner) surpreende Monroe (Silas Weir Mitchell) com uma fuga para o seu aniversário e convida a maior parte da gangue a se juntar a eles. As coisas tomam um rumo chocante quando um funcionário do hotel vai em direção a Nick (David Giuntoli) com um esforço para vingar seu pai. Eve (Bitsie Tulloch) recebe uma visita de uma força sombria que ela já viu antes. Em outro lugar, o capitão Renard (Sasha Roiz) passa o fim de semana com Diana (Hannah R. Loyd) quando um ex-aliado decide se vingar. Citação de Abertura: “O Amor não vê com os olhos, mas com a mente; por isso é alado, e cego, e tão potente.”                                                                             |                                                                 |                 |                                                                              |                         |                            |
| 8 (118) | "The Son Also Rises (O Filho Também Ressuscita)"                | Peter Werner    | Todd Milliner e Nick Peet                                                    | 24 de fevereiro de 2017 | ASA                        |
| Ataques mortais a uma equipe de cientistas levam Nick (David Giuntoli), Hank (Russell Hornsby) e Wu (Reggie Lee) a uma investigação diferente de qualquer outra que tenham tido antes. Enquanto a pesquisa continua pelas origens do pano, Monroe (Silas Weir Mitchell) e Rosalee (Bree Turner) descobrem que Eve (Bitsie Tulloch) ainda está sentindo os efeitos posteriores do sufoco da morte. Em outro lugar, o capitão Renard (Sasha Roiz) procura um velho amigo para obter respostas das origens dos símbolos desenhados por Diana (Hannah R. Loyd). Citação de Abertura: “Nenhum homem escolhe o mal por ser o mal; mas apenas por confundi-lo com felicidade.”                                            |                                                                 |                 |                                                                              |                         |                            |
| 9 (119) | "Tree People (Três Pessoas)"                                    | Jim Kouf        | Brenna Kouf                                                                  | 3 de março de 2017      | ASA                        |
| Nick (David Giuntoli), Hank (Russell Hornsby) e Wu (Reggie Lee) são convocados para a cena de um crime, onde um homem afirma que seu amigo foi consumido por uma figura semelhante a uma árvore. Enquanto isso, depois que a gangue descobre o encontro perturbador do espelho de Eve (Bitsie Tulloch), todos tomam precauções extras. Por outro lado, o capitão Renard (Sasha Roiz) procura respostas para o que Diana (Hannah R. Loyd) estava desenhando. Este episódio marca a primeira vez que Jim Kouf dirigiu um episódio de Grimm que foi escrito por sua filha Brenna Kouf. Citação de Abertura: “De manhã, feliz, eu vi meu inimigo estirado sob a árvore.”                                               |                                                                 |                 |                                                                              |                         |                            |
| 10 (120) | "Blood Magic (Magia de Sangue)"                                 | Janice Cooke    | Thomas Ian Griffith                                                          | 10 de março de 2017     | ASA                        |
| Depois de uma série de ataques brutais e mortais, Nick (David Giuntoli) e Hank (Russell Hornsby) encontram uma pista improvável em uma clínica de repouso local. Enquanto isso, Eve (Bitsie Tulloch) vai até Adalind (Claire Coffee) para obter respostas que apenas uma Hexenbiest pode fornecer. Em outro lugar, o capitão Renard (Sasha Roiz) confronta Nick sobre os símbolos misteriosos e tenta fazer um acordo. Citação de Abertura: “Nada, eles disseram, é mais certo do que a morte e nada mais incerto que a hora de morrer.” |                                                                 |                 |                                                                              |                         |                            |
| 11 (121) | "Where the Wild Things Were (Onde Estavam as Coisas Selvagens)" | Terrence O'Hara | Brenna Kouf                                                                  | 17 de março de 2017     | ASA                        |
| Eve (Bitsie Tulloch) vai a uma missão para assumir a força misteriosa que ela viu no espelho e se encontra em território desconhecido. Quando a gangue descobre o que ela fez, Nick (David Giuntoli) encontra uma maneira de se juntar a ela. Enquanto isso, uma difícil aliança é estabelecida quando o capitão Renard (Sasha Roiz) junta-se a eles e descobre que tudo pode estar ligado à pessoa que mais gosta, Diana (estrela convidada Hannah R. Loyd). Citação de Abertura: “O inferno está vazio e todos os demônios estão aqui.” |                                                                 |                 |                                                                              |                         |                            |
| 12 (122) | "Zerstörer Shrugged (Leviano Destruidor)"                       | Aaron Lipstadt  | David Greenwalt (história), Jim Kouf (história) e Brenna Kouf (dramatização) | 24 de março de 2017     | ASA                        |
| A profecia se realiza quando uma força sombria chega a Portland com os olhos em Diana (Hannah R. Loyd). Em um esforço para protegê-la, Nick (David Giuntoli), capitão Renard (Sasha Roiz) e Adalind (Claire Coffee) retornam à cena de sua primeira investigação como um Grimm. De volta à loja de especiarias, Monroe (Silas Weir Mitchell), Eve (Bitsie Tulloch) e Rosalee (Bree Turner) fazem uma descoberta que revelam as origens da misteriosa varinha. Enquanto isso, Hank (Russell Hornsby) e Wu (Reggie Lee) são chamados para uma cena de crime que está conectada à maior ameaça para a gangue. Citação de Abertura: “Tu as quebrarás com vara. (Salmos 2)”                                             |                                                                 |                 |                                                                              |                         |                            |
| 13 (123) | "The End (O Fim)"                                               | David Greenwalt | Jim Kouf e David Greenwalt                                                   | 31 de março de 2017     | ASA                        |
| Nick (David Giuntoli) enfrenta o seu maior inimigo e ainda parece não haver alguma arma que o derrote. Na loja de especiarias, Monroe (Silas Weir Mitchell), Rosalee (Bree Turner) e Eve (Bitsie Tulloch) procuram respostas e encontram por acaso uma poção rara que pode ajudar na luta. Por outro lado, capitão Renard (Sasha Roiz) e Adalind (Claire Coffee) tentam manter Diana (Hannah R. Loyd) e o bebê Kelly seguros da ameaça que está de olho nas crianças. Citação de Abertura: “A tua vara e o teu cajado me consolam. (Salmos 23)” |                                                                 |                 |                                                                              |                         |                            |